# Soczewka planarna
Soczewka planarna – element optyki zintegrowanej. Najistotniejszymi właściwościami soczewki są jej wymiary i profil.

## Zastosowanie
Soczewka planarna dokonuje złożonych operacji funkcjonalnych na przechodzącym przez nią sygnale, np. przekształcenie optycznego typu splotu, korelacji itp.